# Église Saint-Firmin de Senan
L'église Saint-Étienne-Saint-Firmin est une église catholique située à Senan, dans le département de l'Yonne, en France. Le culte dépend de l'archidiocèse de Sens-Auxerre et elle est consacrée à saint Étienne et à saint Firmin.

## Localisation
L'église est située dans le département français de l'Yonne, sur le territoire de la commune de Senan.

## Historique

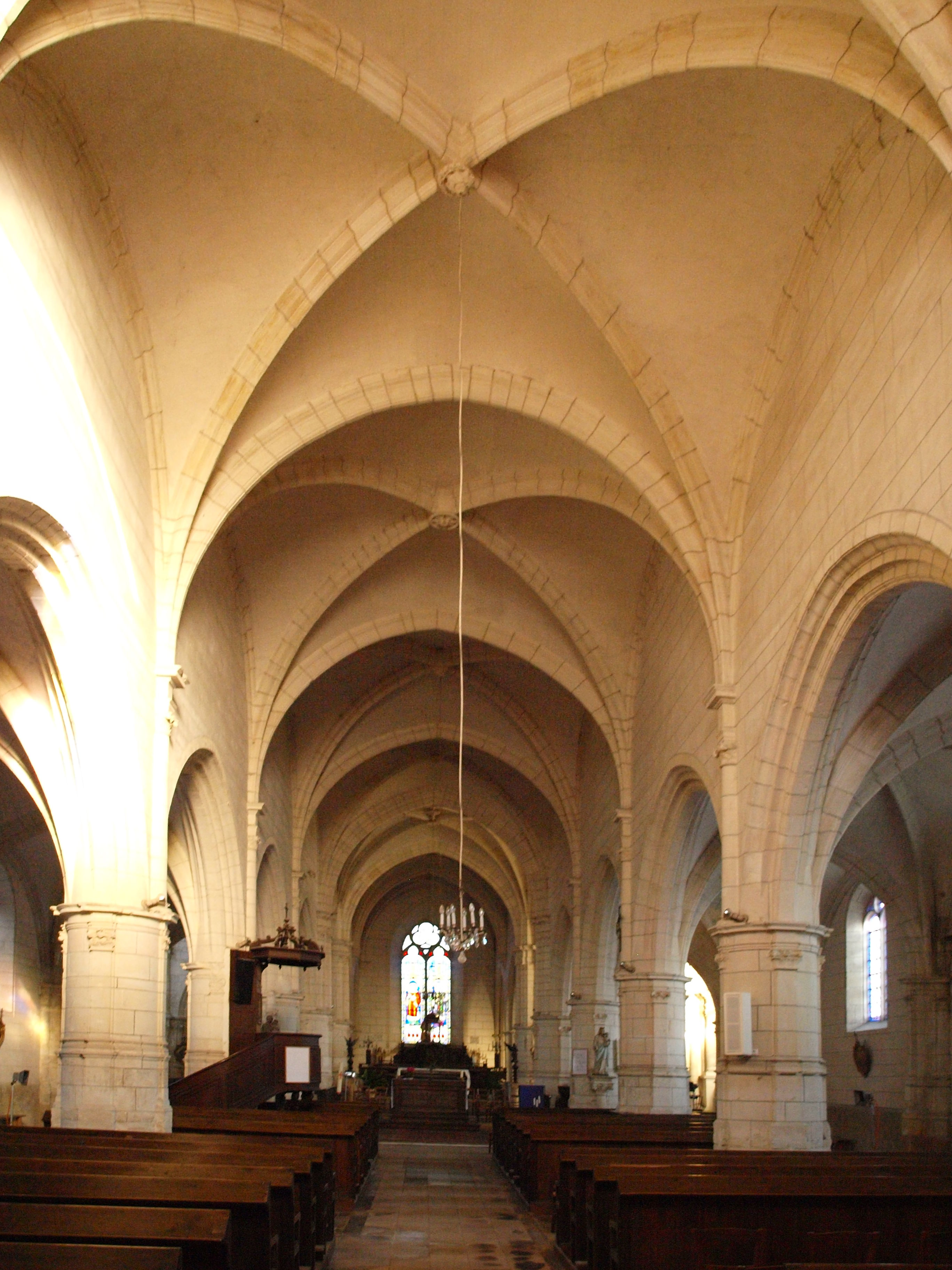
Vue de la nef.

Le village est fondé au IXe siècle. Au XIIe siècle, les terres du village appartiennent au clergé séculier de Joigny, à l'abbaye des Écharlis et également plus tard à la chartreuse de Valprofonde (fondée en 1301) en co-seigneurie. Des moines venant de l'abbaye de Molesme y construisent un prieuré au XIe siècle sous le vocable de saint Étienne. Une première église du XIIe siècle est dédiée à saint Étienne. De cette église ne subsiste que le chœur, remanié ensuite au XIVe siècle. La nef est reconstruite au XVIe siècle, et la dédicace passe en plus à saint Firmin, évêque d'Amiens martyr de la fin du IIIe siècle et du début du IVe siècle. La façade occidentale est de style classique du XVIe siècle avec un fronton au-dessus du portail, soutenu par des doubles pilastres doriques. L'église est terminée en 1647. 
La nef gothique est flanquée de larges bas-côtés. Le transept est formé de chapelles: celle de droite présente un tableau d'autel de la Sainte Famille (début XXe siècle) d'Étienne Azambre (élève de Bouguereau) (1859-1933), celle de gauche de Saint Étienne tenant la palme du martyre (XVIIe siècle). Le maître-autel en chêne sombre date du XVIIe siècle, comme les stalles. On remarque de belles colonnes torses de chaque côté du retable et un Christ au tombeau. L'autel du chœur du XIXe siècle est consacré au Sacré-Cœur. Le carré de la voûte du transept est de style flamboyant.
On remarque quatre fresques dans la première travée, œuvres aussi du peintre Étienne Azambre: Le Christ adolescent enseigne les docteurs du Temple (1916), Le Baptême du Christ au Jourdain (1917), L'Annonciation (1916) et La Nativité (1919).
L'édifice est classé au titre des monuments historiques en 1911.